# Syryjskie Siły Demokratyczne
Syryjskie Siły Demokratyczne (kurd. Hêzên Sûriya Demokratîk, arab. ‏قوات سوريا الديمقراطية‎, ang. Syrian Democratic Forces, SDF) – siły i środki wydzielone przez Rożawę do zabezpieczenia jej interesów i prowadzenia walki podczas wojny domowej w Syrii.

## Historia
Jako spójne siły zbrojne powstały w ramach umowy podpisanej 11 października 2015 r. między dotychczas współpracującymi
ze sobą grupami takimi jak:
- Powszechne Jednostki Ochrony (główny komponent SDF)
- Kobiece Jednostki Ochrony
- Syriacka Rada Wojskowa
- Siły Al-Sanadid
- Liwa Thuwar al-Raqqa(inne języki)
- Dżajasz al-Thuwar
- Euphrates Volcano(inne języki)
- Brygady Kantonu Dżaziry

Z czasem do SDF dołączyło wiele innych grup rebelianckich oraz brygady międzynarodowe skupione w Międzynarodowym Batalionie Wolności.

## Skład etniczny
Według badania Wilson Center z 2019 r. większość personelu Syryjskich Sił Demokratycznych to Arabowie. Badanie opierało się na reprezentatywnym badaniu ankietowym z udziałem 391 bojowników SDF; z ogólnej liczby respondentów 68,7% stanowili Arabowie, 17,2% Kurdowie, 12,5% chrześcijanie, 0,9% jazydzi i 0,6% Turcy.